# Андріанджафі
Андріанджафі (*д/н — 1787) — 3-й мпанзака (володар) держави Імерина-Аварадрано у 1770—1787 роках. Відомий також як Андріанджафінандріаманітра та Андріанджафінджанахарі.

## Життєпис
Старший син Андріамбеломасіни, правителя Імерини-Аварадрано, та Расохерімананітані. Про дату народжені та молоді роки обмаль відомостей. Перед смертю батько розділив володіння, надавши Андріанджафі найбільші володіння зі столицею Амбогімангою.
1770 року успадкував трон. Найбільшу небезпеку вбачав в своєму небожеві і офіційному спадкоємці Рамбосаламі та родичів, що отримали своєрідні апанажи за попередників. уклав союз з державою народу сакалава Буйна, спрямований проти своїх васалів. Водночас у 1774 році здійснив успішну кампанію, підкоривши державу Імерина-Імароватана, здолавши Андріамбело.
Зростання безкарності та зниження рівня безпеки в Аварадрано сприяли зменшенню підтримки народом його правління. Це було викликано потурання нападів на прихильників та родичів Рамбосалами. Також кажуть, що він часто заволодів майном та цінностями свого народу для власного користування без виправдання або компенсації.
Андріанджафі шукав привід для скасування статусу офіційного спадкоємця на користь своїх синів. За переказами тричі намагався влаштувати вбивство небожа, але той врятувався. За це, що брат Андріанцімітовізафінітрімо готував змову проти нього на користь Рамбосалами, наказав схопити й стратити.
Зрештою Рамбосалама відкрито повстав проти вуйка. У першій битві біля Марінтампони Андріанджафі зазнав поразки, але зберіг військо. Друга битва біля Амбонілоги не виявила переможця. Зрештою у третій (2-денній) битві — біля Аноси правитель зазнав нищівної поразки. Його прихильники стали переходити на бік Рамбосалами. Андріанджафі звернувся по допомогу до родичів з держави Імерина-Антананаріву, володінь Амбогіпето, Аласора та Аносісато, але марно.
У 1787 році завдяки підступу Андріанджафі було схоплено й незабаром страчено. Трон перейшов до Рамбосалами, що прийняв ім'я Андріанампуанімерина.